# Resolutie 2351 Veiligheidsraad Verenigde Naties
Resolutie 2351 van de Veiligheidsraad van de Verenigde Naties werd op 28 april 2017 met unanimiteit aangenomen door de VN-Veiligheidsraad. De resolutie verlengde de MINURSO-missie in de Westelijke Sahara met een jaar.

## Achtergrond
Begin jaren 1970 ontstond een conflict tussen Spanje, Marokko, Mauritanië en de Westelijke Sahara zelf over de Westelijke Sahara, een gebied dat tot dan toe in Spaanse handen was. Marokko legitimeerde de aanspraak die het maakte op basis van historische banden met het gebied. Nadat Spanje het gebied had opgegeven, bezette Marokko er twee derde van. Het land is nog steeds in conflict met Polisario dat met steun van Algerije de onafhankelijkheid blijft nastreven. 
Begin jaren 1990 kwam een plan op tafel om de bevolking van de Westelijke Sahara via een volksraadpleging zelf te laten beslissen over de toekomst van het land. Het was de taak van de VN-missie MINURSO om dat referendum op poten te zetten. Het plan strandde later echter door aanhoudende onenigheid tussen de beide partijen, waardoor ook de missie nog steeds ter plaatse is.
In 2016 waren de spanningen tussen Polisario en Marokko opnieuw hoog opgelopen nabij het stadje Guerguerat, dat in de smalle strook tussen het door Marokko gecontroleerde deel van de Westelijke Sahara en de grens met Mauritanië ligt. De Marokkaanse politie was daar naar eigen zeggen wegen gaan vrijmaken. Daarop beschuldigde Polisario Marokko ervan het staakt-het-vuren te schenden, en stuurde zelf manschappen. Er werden ook VN-blauwhelmen gestuurd om de twee partijen uit elkaar te houden. In februari 2017 besloot Marokko op vraag van de Verenigde Naties om zich uit het gebied terug te trekken. Eind april trok ook Polisario zich weer terug.
António Guterres, die in januari 2017 was aangetreden als secretaris-generaal van de Verenigde Naties, was met een nieuw diplomatiek initiatief gekomen om de kwestie op te lossen; mogelijk door een volksraadpleging te houden over het Marokkaanse bestuur van de Westelijke Sahara. Intussen had zijn gezant in het gebied, de Amerikaan Christopher Ross, na acht jaar ontslag genomen. Hij slaagde er in die tijd niet in om de partijen terug rond de tafel te krijgen. Bovendien zou hij volgens Marokko partijdig zijn ten faveure van Polisario.

## Inhoud
Het mandaat van de 250 manschappen tellende MINURSO-missie in de Westelijke Sahara werd opnieuw met een jaar verlengd, tot 30 april 2018. Alle partijen werden opgeroepen samen te werken met de missie, en deze niet te hinderen. Zo moest MINURSO zich vrij kunnen verplaatsen en contact kunnen hebben met alle betrokken partijen. Ook werden ze gevraagd het in 1991 overeengekomen staakt-het-vuren te respecteren, en om politieke wil te tonen en de onderhandelingen te hervatten.